# Та хаос помер
«Та хаос помер» (англ. And Chaos Died) — науково-фантастичний роман американської письменниці Джоанни Расс, можливо найвідомішої письменниці-феміністки цього жанру. Роман описує дистопічну проєкцію сучасного суспільства, в якій населення Землі продовжує зростати, а наслідки цього дещо пом'якшені передовими технологіями. Роман був номінований на премію Неб'юла 1970 року.

## Сюжет
На надзвичайно переповненій планеті залишки «природи» існують лише в обмежених регіонах, які не охоплюються житлом, промисловістю та промисловим господарством. Творчість та індивідуальність пригнічуються й спрямовуються в жорсткі соціальні формати. Всесильна бюрократія/поліційна держава контролює дії всіх громадян. Їх мета — зберегти контроль над планетарною елітою, і для досягнення цієї мети вони готові вдатися до будь-якого методу, навіть безжального.
На відміну від всього цього, автор описує іншу планету, на якій людський розвиток йшов по діаметрально протилежному шляху: природний світ поважається; населення обмежене; і кожна людина заохочується до унікального розвитку. У цьому іншому світі, люди, як відомо, в основному «духовні», й безсмертні за своїм характером. Телепатія і телекінез розвиваються всебічно й наскільки це можливо.
У цьому романі розкривається протистояння між цими різними системами.

## Відгуки
Джеймс Бліш відгукнувся про роман схвально: «Загалом [він] вражає не тільки своєю винахідливістю та блиском своєї техніки, а й тому, що основне фантастичне припущення було використано, щоб розповісти нам справжні речі про справжню психіку людини». Хоча сучасні читачі були менш вічливими: Бріт Мандело, який написав рецензію для Tor.com, назвав «Та хаос помер» «дивною психоделічною книгою, яка багато в чому не досягає цілі», вказуючи, зокрема, очевидне лікування основного героя від гомосексуальності як проблемний момент.